# Bitwa o Golce
Bitwa o Golce – bitwa stoczona 7 i 8 lutego 1945 o wieś Golce przez 11 Pułk Piechoty z 1 armii Wojska Polskiego z niemieckim pułkiem Deutsch Krone z dywizji Märkisch Friedland w czasie walk o przełamanie Wału Pomorskiego.

## Przebieg bitwy
Po opanowaniu 6 lutego 1945  szosy z Wałcza do Czaplinka żołnierze z 11 pułku piechoty rozpoczęli umacnianie osiągniętej rubieży, spodziewając się kontrataku niemieckiego. Kontratak ten nastąpił przed południem 7 lutego a przeprowadził go pułk Deutsch Krone wspierany przez artylerię i działa pancerne. Atak był prowadzony niezwykle silnie. Dochodziło nawet do walki wręcz. 
Po odparciu kontrataku i przegrupowaniu po południu oddziały polskie przeszły do ataku i po całonocnych walkach miejscowość Golce została zdobyta.

## Upamiętnienie
W miejscowości Golce w okresie Polski Ludowej umieszczono głaz poświęcony walkom stoczonym przez 11 pułk 4 Dywizji Piechoty ludowego Wojska Polskiego w nocy z 7 na 8 lutego 1945 o zdobycie miejscowości i poszerzenie wyłomu w głównej pozycji Wału Pomorskiego.